# Danyło Beskorowajny
Danyło Łeonidowycz Beskorowajny (ukr. Данило Леонідович Бескоровайний, ur. 7 lutego 1999 w Krzywym Rogu) – ukraiński piłkarz, grający na pozycji obrońcy.

## Kariera piłkarska

### Kariera klubowa
Wychowanek klubu Krywbas Krzywy Róg, Wyższej Szkoły Sportowej w Charkowie oraz Akademii Piłkarskiej Wołyń Łuck, barwy których bronił w juniorskich mistrzostwach Ukrainy (DJuFL). 13 września 2017 roku rozpoczął karierę piłkarską w drużynie Wołyń U-19. 19 lutego 2018 przeszedł do litewskiego Atlantasu Kłajpeda. Z powodu problemów finansowych klubu, przeniósł się latem 2018 do słowackiego DAC 1904 Dunajská Streda, a potem grał na zasadach wypożyczenia w drużynie FK Slavoj Trebišov. 4 sierpnia 2018 został wypożyczony do MFK Zemplín Michalovce.

### Kariera reprezentacyjna
W 2019 został powołany do młodzieżowej reprezentacji Ukrainy.

## Sukcesy i odznaczenia

### Sukcesy reprezentacyjne
- Mistrzostwo świata U-20: 2019

### Odznaczenia
- Order „Za zasługi” III Klasy – 2019[2]
- tytuł Mistrza Sportu Ukrainy – 2019